# Yoram Kaniuk

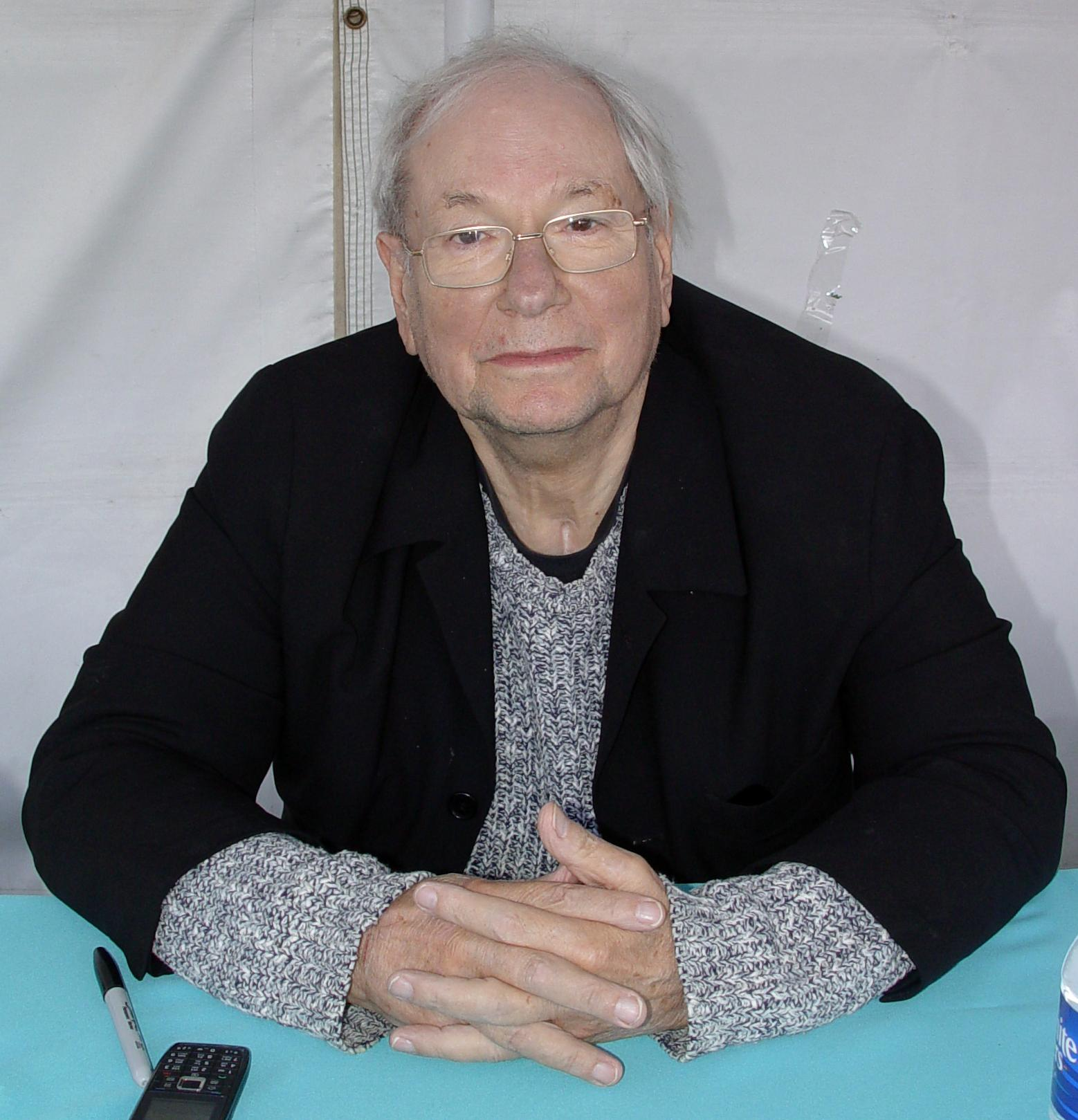
Yoram Kaniuk (2008)

Yoram Kaniuk (hebräisch יוֹרָם קַנְיוּק Jōram Qanjūq; geb. 2. Mai 1930 in Tel Aviv; gest. 8. Juni 2013 ebenda) war ein israelischer Schriftsteller, Maler, Journalist und Theaterkritiker.
Im Mittelpunkt seines Schaffens standen das Verhältnis zwischen dem Judentum und Israel und die Auseinandersetzung mit der Shoah. Er galt als Vorläufer der Literatur der «zweiten Generation», in der Kinder von Überlebenden die Traumata ihrer Eltern verarbeiten.

## Leben
Kaniuks Vater, Mosche Itzchak, stammte aus der galizischen Kleinstadt Tarnopol, studierte an der Universität Heidelberg und lebte nach seiner Auswanderung nach Palästina zunächst in Degania Alef. Dort heiratete er. Yoram Kaniuks Mutter kam 1909 als Kind aus Russland ins osmanische Palästina, wurde Lehrerin und Schulinspektorin und verfasste Lehrbücher. Die Eltern zogen in das Kinderdorf Givʿat ha-Moreh in der Jesreelebene, bevor Kaniuks Vater als Sekretär in den Dienst Meir Dizengoffs in Tel Aviv trat. Mosche Kaniuk war erster Geschäftsführer des Tel Aviv Museum of Art. In seinem autobiografischen Roman Das Glück im Exil erzählt Yoram Kaniuk später vom Leben der Eltern und seinen Erfahrungen als Kind zweier gegensätzlicher Charaktere, wobei er vor allem die Mutter als überwiegend kalt und abweisend beschreibt.
Kaniuk verließ im Alter von 17 Jahren das Gymnasium Tichon Hadash in Tel Aviv, um Palmachkämpfer unter dem Kommando Jitzchak Rabins zu werden. Er diente später auf einem Schiff, das Holocaust-Überlebende nach Israel brachte. Er wurde 1948 im Palästinakrieg verwundet und lebte danach zehn Jahre in New York. 1961 kehrte er nach Israel zurück.
Kaniuk veröffentlichte siebzehn Romane, sechs Bände mit Kurzgeschichten und vier Kinderbücher. In Israel blieb seinen Büchern lange der Erfolg versagt, während sie im Ausland in zwanzig Fremdsprachen übersetzt publiziert wurden. Erst in seinen späten Jahren erfuhr er auch in seinem Heimatland Anerkennung als wichtiger Vertreter der hebräischen Gegenwartsliteratur. Die Universität Tel Aviv verlieh ihm im Jahr 2011 die Ehrendoktorwürde.
Sein bekanntester Roman, Adam Hundesohn (1968), erschien 1989 in Deutschland. Er wurde 2008 von Paul Schrader unter dem Titel Adam Resurrected verfilmt. Als Kaniuk an Krebs erkrankte, übernahm der Berliner Nachtklubbetreiber Rolf Eden die Behandlungskosten. «Er hat mir damit das Leben gerettet», erklärte Kaniuk in der 2011 erschienenen Dokumentation The Big Eden.
Zu seinen Lebzeiten verfügte Kaniuk, statt einer Beerdigung seinen Körper der Wissenschaft zur Verfügung zu stellen.

### Rechtlicher Status als Israeli
Im Mai 2011 reichte Kaniuk eine Petition beim israelischen Innenministerium mit der Bitte um Änderung seines Religionstatus im Pass von «Jude» in «keine Religion» ein. Er begründete dies damit, dass sein Kind und sein Enkelkind jeweils einer jüdisch-christlichen Ehe entstammten und daher den Eintrag «keine Religion» im Pass trügen und er selbst aus Solidarität mit ihnen denselben Status beanspruche. Zudem wolle er nicht Bürger eines «jüdischen Iran» sein und nicht dem angehören, was heute als «Religion Israels» bezeichnet werde. Im Oktober 2011 entschied ein Verwaltungsgericht im Sinne Kaniuks, sodass er fortan zwar als Nationalität die Bezeichnung «Jude» im Pass trug, aber keinen Eintrag in der Rubrik «Religion» hatte. Hunderte Israelis folgten diesem Beispiel. Die Löschung des Eintrags der Religionszugehörigkeit wird seither in Israel umgangssprachlich als «hitqanjeq» (hebräisch לְהִתְקַנְיֵק ‚sich verkaniuken‘) bezeichnet.

## Werke (in deutscher Übersetzung)
- Wilde Heimkehr. Roman. Klett-Cotta, Stuttgart 1984, ISBN 3-608-95185-7.
- Bekenntnisse eines guten Arabers. Alibaba, Frankfurt am Main 1988, ISBN 3-922723-64-0.
- Adam Hundesohn. Roman. Hanser, München 1989, ISBN 3-446-14879-5; List, München 2006, ISBN 3-548-60625-3.
- Der letzte Jude. Roman. Dvorah, Frankfurt am Main 1990, ISBN 3-927926-02-7; Insel, Frankfurt am Main 1994, ISBN 3-458-33257-X.
- Wasserman. Alibaba, Frankfurt am Main 1991, ISBN 3-86042-102-6; dtv, München 1995, ISBN 3-423-78072-X.
- Hiob, Pebble und der Elefant. Alibaba, Frankfurt am Main 1994, ISBN 3-86042-151-4.
- Die Kakerlaken im Haus des Dichters. Alibaba, Frankfurt am Main 1994, ISBN 3-86042-175-1.
- Tante Schlomzion die Große. Roman. Dvorah, Frankfurt am Main 1995, ISBN 3-927926-11-6.
- Das Glück im Exil. Roman. List, München 1996, ISBN 3-471-79320-8; Econ & List, München 1999, ISBN 3-612-27435-X.
- Das zweifach verheißene Land (mit Emil Habibi). List, München 1997, ISBN 3-471-79351-8.
- Das Bild des Mörders. Roman. List, München 1998, ISBN 3-471-79352-6; Econ & List, München 1999, ISBN 3-612-27674-3.
- Und das Meer teilte sich. Der Kommandant der Exodus. List, München 1999, ISBN 3-471-79385-2; ebd. 2001, ISBN 3-548-60033-6.
- Verlangen. Roman. List, München 2001, ISBN 3-471-79408-5; ebd. 2003, ISBN 3-548-60285-1.
- Der letzte Berliner. List, München 2002, ISBN 3-471-79454-9.
- Die Queen, ihr Liebhaber und ich. Roman. List, München 2004, ISBN 3-471-79484-0; ebd. 2005, ISBN 3-548-60549-4.
- I Did It My Way. Roman. List, München 2005, ISBN 3-471-79494-8; ebd. 2006, ISBN 3-548-60628-8.
- Die Vermisste. Roman. Claassen, Berlin 2007, ISBN 978-3-471-79548-4.
- Zwischen Leben und Tod. Ein autobiographischer Roman. Claassen, Berlin 2009, ISBN 978-3-546-00444-2.
- 1948. Autobiographischer Roman. Übersetzung Ruth Achlama. Aufbau, Berlin 2013, ISBN 978-3-351-03523-5.

## Verfilmungen
- 1987: Himmo – König von Jerusalem (Himmo – King of Jerusalem)
- 1995: Wasserman – Der singende Hund
- 2008: Ein Leben für ein Leben – Adam Resurrected (Adam Resurrected)